# Meyrié
Meyrié település Franciaországban, Isère megyében. Lakosainak száma 1088 fő (2022. január 1.). Meyrié Bourgoin-Jallieu, Les Éparres, Maubec, Nivolas-Vermelle és Saint-Agnin-sur-Bion községekkel határos.

## Népesség
A település népességének változása:
| Lakosok száma | 208  | 690  | 749  | 923  | 1055 | 1022 | 995  | 1023 | 1047 | 1088 |
|               | 1968 | 1982 | 1990 | 2006 | 2013 | 2015 | 2017 | 2019 | 2020 | 2022 |